# Weepinbell
Weepinbell (japanski: ウツドン Utsudon) jedan je od 1025 fiktivnih vrsta Pokémona iz medijske franšize Pokémon, skupa Pokémon videoigara, animiranih serija, manga stripova, knjiga, igraćih karata i drugih medija kojima je tvorac Satoshi Tajiri. Svrha je Weepinbella u videoigrama, animiranoj seriji i manga stripovima, kao i svrha ostalih Pokémona, borba s divljim Pokémonima – neukroćenim stvorenjima koje igrači i likovi pronalaze dok kreću na razne avanture – i pripitomljenim Pokémonima drugih Pokémon trenera.

## Etimologijaimena
Njegovo ime dolazi od engleske riječi "bell" = zvono (što se odnosi na njegov prijašnji oblik, Bellsprouta), i "weeping" = uplakan; žalostan, riječ koja se često koristi u nomenklaturi biljaka koje se savijaju, kao što je žalosna vrba (weeping willow). 
Njegovo japansko ime, Utsudon, vjerojatno je inspirirano riječju "utsubokazura", japanskim izrazom za vrčastu biljku mesožderku. 

## Pokédex podaci
- Pokémon Red/Blue: Otpušta otrovni prah kako bi onesposobio neprijatelja, a zatim ga dokrajči mlazom kiseline.
- Pokémon Yellow: Kada je gladan, guta bilo što u pokretu. Njegov bespomoćan plijen otopljen je unutar njegova tijela snažnom kiselinom koju luči.
- Pokémon Gold: Iako je ispunjen kiselinom, ona mu ne šteti jer izlučuje i neutralizirajuću tekućinu.
- Pokémon Silver: Ako je njegov plijen veći od njegovih usta, reže ga na komade svojim oštrim listovima, a zatim pojede svaku mrvicu.
- Pokémon Crystal: Kada je gladan, zamahuje svojim oštrim listovima poput britve, razrezujući svaki nesretni predmet u blizini koji kasnije pojede.
- Pokémon Ruby/Sapphire: Weepinbell ima veliku kuku na stražnjem dijelu tijela. Tijekom noći, njom se vješa o granu i spava. Ako se pomiče u snu, mogao bi se probuditi na tlu.
- Pokémon Emerald: Tijekom noći, Weepinbell se vješa kukom sa stražnjeg dijela tijela na granu i spava. Ako se pomiče u snu, mogao bi se probuditi na tlu.
- Pokémon FireRed: Lisnati dijelovi njegova tijela koriste mu kao rezači kojim razrezuje protivnike. Pljuje tekućinu koja razgrađuje bilo što.
- Pokémon LeafGreen: Otpušta otrovni prah kako bi onesposobio neprijatelja, a zatim ga dokrajči mlazom kiseline.
- Pokémon Diamond/Pearl: Pokémon koji nalikuje biljci. Hvata neoprezan plijen omamljujući ga otrovnim prahom.

## U videoigrama
Weepinbella se može razviti iz Bellsprouta na 21. razini ili ga se može uhvatiti na nekim lokacijama u Pokémon LeafGreen videoigri. Ako se na Weepinbellu upotrijebi Lisnati kamen, evoluirat će u Victreebela. U Pokémon Blue videoigri može ga se pronaći na Stazama 12, 13, 14 i 15 (ne može ga se pronaći u Pokémon Red verziji). U Pokémon Yellow verziji može ga se pronaći na svim lokacijama kao i u Blue verziji, i u Nepoznatoj pećini. U Gold i Silver verzijama nalazi se na Stazama 44 i 45. 
Statistike su mu uvelike slične Bellsproutovim; ističe se u Attack i Special Attack statusima, a loš je u Defense i Speed statusima.
U Pokémon XD: Gale of Darkness, Weepinbell je jedan od Shadow Pokémona kojega se može oteti Cipheru.

## Tehnike
| Prirodne tehnike                 | Prirodne tehnike | Prirodne tehnike |
| -------------------------------- | ---------------- | ---------------- |
| Tehnika                          | Vrsta tehnike    | Razina           |
| Šibanje viticom (Vine Whip)      | Travnati         |                  |
| Povećavanje (Growth)             | Normalni         |                  |
| Omatanje (Wrap)                  | Vatreni          |                  |
| Uspavljujući prah (Sleep Powder) | Travnati         |                  |
| Otrovni prah (PoisonPowder)      | Otrovni          |                  |
| Omamljujuća spora (Stun Spore)   | Travnati         |                  |
| Kiselina (Acid)                  | Otrovni          | 23               |
| Odbacivanje (Knock Off)          | Mračni           | 27               |
| Slatki miris (Sweet Scent)       | Normalni         | 29               |
| Želučana kiselina (Gastro Acid)  | Otrovni          | 35               |
| Oštrica lista (Razor Leaf)       | Travnati         | 39               |
| Tresak (Slam)                    | Normalni         | 41               |
| Zavrtanje (Wring Out)            | Normalni         | 47               |

## Statistike
| HP:      | 65 |  |
| Attack:  | 90 |  |
| Defense: | 50 |  |
| Special: | 85 |  |
| SpAtk:   | 85 |  |
| SpDef:   | 45 |  |
| Speed:   | 55 |  |

Statistika Special korištena je samo tijekom prve generacije; kasnije je podijeljenja na Special Attack i Special Defense statistike.

## U animiranoj seriji
U Pokémon TV serijama, pojavio se nakratko kao Jamesov Pokémon, ali se ubrzo zatim razvio u Victreebela. James je razmijenio netom razvijenog Victreebela za Weepinbella, no i ovaj se Weepinbell ubrzo razvio u Victreebela. Pojavio se samo još dva puta u Pokémon seriji. Jedanput u epizodi koja se odvijala u Pokémon školi kada ga je jedna trenerica koristila u borbi protiv Mistyjina Starmiea (Starmie je pobijedio unatoč tome što Weepinbell ima prednost nad Vodenim tipovima i onesvijestio ga je jednim napadom) i drugi put kada ga je Vođa Dvorane Erika koristila u borbi protiv Asha. Erika je poslala Weepinbella na Charmandera te ga je Charmander pobijedio. Zbog činjenice da se tako malo pojavljivao, Weepinbella se smatra jednim od najzanemarenijih Pokémona u seriji. 